# Albino Milani
Albino Milani (* 11. Dezember 1910 in Garbagnate Milanese; † 9. August 2001 in Mailand) war ein italienischer Motorradrennfahrer.
Milani startete in der Gespann-Klasse und wurde 1952 als Gilera-Werksfahrer Vize-Weltmeister.

## Karriere
Albino Milani entstammte einer motorsportbegeisterten Familie. Sein jüngerer Bruder Alfredo war ebenfalls Motorradrennfahrer und wurde als Gilera-Werkspilot 1951 hinter Geoff Duke Vize-Weltmeister in der 500-cm³-Klasse. Bruder Rossano nahm in den 1950ern jahrelang den Platz des Beifahrers in Albinos Gespann ein. Zusammen betrieben die drei in Mailand ein erfolgreiches Reparatur- und Restaurierungsgeschäft für Motorräder.
Albino Milani begann seine Karriere in den 1930er-Jahren bei regionalen Zuverlässigkeitsfahrten. 1936 gewann er auf Norton die Italienische Motorrad-Straßenmeisterschaft in der 350-cm³-Klasse.
Nach dem Zweiten Weltkrieg startete Milani ab 1949 in der Gespann-Klasse der neu geschaffenen Motorrad-Weltmeisterschaft. 1951 konnte er zusammen mit Beifahrer Giuseppe Pizzocri auf Gilera beim Großen Preis der Nationen in Monza den ersten Grand-Prix-Sieg seiner Laufbahn feiern. Er wurde damit nach Ercole Frigerio der zweite Italiener überhaupt, dem ein Sieg  in der Seitenwagen-Klasse gelang. Hinter dem britischen Norton-Duo Eric Oliver / Denis Jenkinson und den Markenkollegen Ercole Frigerio / Ezio Ricotti erreichten Milani / Pizzocri damit den dritten WM-Gesamtrang.
Zum Auftakt der Saison 1952 siegten Milani / Pizzocri beim Großen Preis der Schweiz in Bremgarten, bei dem Gilera-Werksteam-Kollege Ercole Frigerio tödlich verunglückte. Danach folgte noch Rang zwei in Belgien und der dritte Platz beim Nationen-Grand-Prix, wodurch das Duo in der Gesamtwertung hinter den Briten Cyril Smith / Bob Clements bzw. Les Nutt den zweiten Platz belegte, der die beste WM-Platzierung in Milanis Karriere darstellt.
In den Jahren 1956 und 1957 gewann Albino Milani, jeweils mit Bruder Rossano im Boot, auf einem Gilera-Vierzylinder-Gespann zwei weitere Male den Großen Preis der Nationen in Monza.
Albino Milani starb am 9. August 2001 im Alter von 90 Jahren in Mailand.

## Statistik

### Erfolge
- 1936 – italienischer 350-cm³-Meister auf Norton

### In der Motorrad-Weltmeisterschaft
| Saison | Klasse      | Maschine | Beifahrer         | Ergebnis | Siege |
| ------ | ----------- | -------- | ----------------- | -------- | ----- |
| 1949   | Seitenwagen | Gilera   | Ezio Ricotti      | 5.       | 0     |
| 1951   | Seitenwagen | Gilera   | Giuseppe Pizzocri | 3.       | 1     |
| 1952   | Seitenwagen | Gilera   | Giuseppe Pizzocri | 2.       | 1     |
| 1954   | Seitenwagen | Gilera   | Giuseppe Pizzocri | -        | 0     |
| 1956   | Seitenwagen | Gilera   | Rossano Milani    | 6.       | 1     |
| 1957   | Seitenwagen | Gilera   | Rossano Milani    | 5.       | 1     |